# Парламентские выборы в Сальвадоре (1976)
Парламентские выборы в Сальвадоре проходили 14 марта 1976 года. В результате победу одержала правящая Национальная коалиционная партия, которая была единственной участвовавшей партией. Оппозиция бойкотировала выборы из-за массовых избирательных нарушений.

## Результаты
| Партия                             | Голоса | % | Места | +/- |
| ---------------------------------- | ------ | - | ----- | --- |
| Национальная коалиционная партия   |        |   | 52    | +18 |
| Недействительных/пустых бюллетеней |        | - | -     | -   |
| Всего                              |        |   | 52    | 0   |
| Источник: Nohlen                   |        |   |       |     |